# Napoléon II
Napoléon II (Napoléon François Joseph Charles Bonaparte; 20 tháng 3 năm 1811 – 22 tháng 7 năm 1832) là Hoàng đế Pháp (tranh chấp) trong vài tuần vào năm 1815. Là con trai của Hoàng đế Napoléon I và Maria Ludovica của Áo, ông từng là Hoàng tử Đế quốc Pháp và Vua của Rome kể từ khi sinh ra. Sau khi cha qua đời, ông sống phần đời còn lại ở Viên và được biết đến trong triều đình Áo với cái tên Franz, Công tước xứ Reichstadt trong cuộc đời trưởng thành của mình (từ phiên bản tiếng Đức của tên riêng thứ hai của ông, cùng với tước hiệu mà ông là được hoàng đế Áo ban hành năm 1818). Sau khi ông được đặt cho biệt danh L'Aiglon ("Đại bàng") sau vở kịch nổi tiếng của Edmond Rostand, L'Aiglon.
Khi Hoàng đế Napoléon I cố gắng thoái vị vào ngày 4 tháng 4 năm 1814, ông nói rằng con trai ông sẽ cai trị với tư cách là hoàng đế. Tuy nhiên, những người chiến thắng trong Liên minh thứ 6 từ chối thừa nhận con trai ông là người kế vị, và Napoléon I buộc phải thoái vị vô điều kiện vài ngày sau đó. Mặc dù Napoléon II chưa bao giờ thực sự cai trị nước Pháp, nhưng ông đã nhanh chóng trở thành Hoàng đế của nước Pháp sau sự sụp đổ lần thứ hai của cha mình. Ông sống phần lớn cuộc đời ở Viên và chết vì bệnh lao ở tuổi 21.
Em họ của ông, Louis-Napoléon Bonaparte, đã thành lập Đệ Nhị Đế chế Pháp vào năm 1852 và cai trị với đế hiệu là Napoléon III, điều này muốn nói rằng ông công nhận và tôn trọng Đế hiệu Napoleon II của anh họ mình.

## Thời thơ ấu

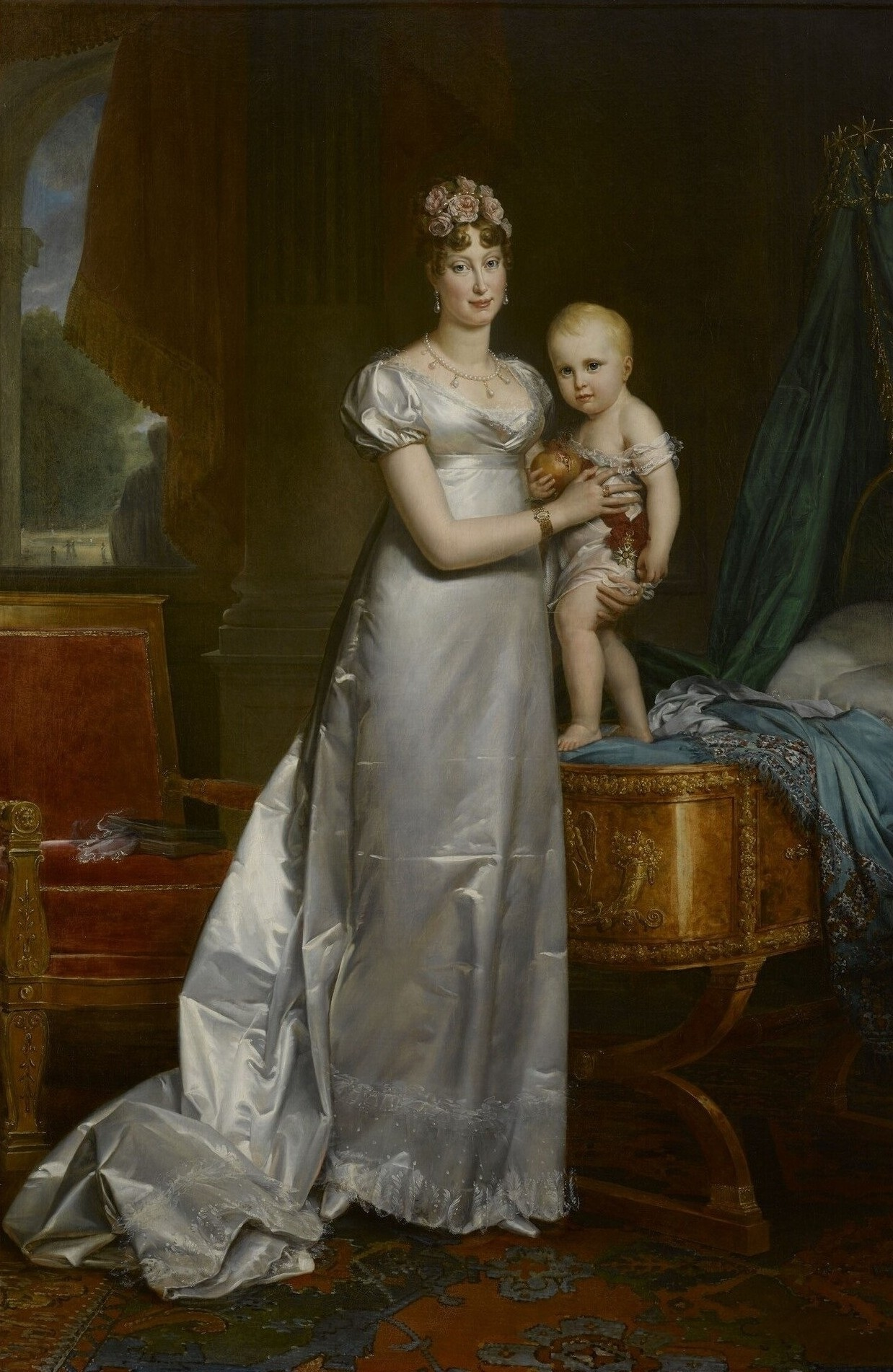
Hoàng hậu Marie Louise và con trai bà là Napoléon, Vua của Rome, vữ bởi François Gérard, 1813

Napoléon II sinh ngày 20 tháng 3 năm 1811, tại Cung điện Tuileries, là con trai của Hoàng đế Napoléon I và Hoàng hậu Marie Louise. Cùng ngày, ông đã trải qua nghi lễ ondoiement (một nghi lễ truyền thống của Pháp là một lễ rửa tội đơn giản không kèm theo các nghi lễ bổ sung thông thường) bởi Hồng y Joseph Fesch với tên đầy đủ là Napoléon François Charles Joseph. Lễ rửa tội, lấy cảm hứng từ lễ rửa tội của Louis, Đại thái tử của Pháp, được tổ chức vào ngày 9 tháng 6 năm 1811 tại Nhà thờ Đức Bà Paris. Karl Philipp, Thân vương xứ Schwarzenberg, đại sứ Đế quốc Áo tại Pháp, đã viết về lễ rửa tội:
Lễ rửa tội thật đẹp và ấn tượng; cảnh hoàng đế bế đứa trẻ sơ sinh khỏi vòng tay của người mẹ cao quý và nâng cậu bé lên hai lần để lộ diện trước công chúng [do đó phá vỡ truyền thống lâu đời, như ông đã làm khi tự đăng quang trong lễ đăng quang] đã được tán thưởng nồng nhiệt; trong phong thái và khuôn mặt của nhà vua có thể thấy được sự hài lòng to lớn mà ông có được trong khoảnh khắc trang trọng này.

Anh ta được chăm sóc bởi Louise Charlotte Françoise de Montesquiou, hậu duệ của François Michel Le Tellier de Louvois, người được phong là Thống đốc ấu nhi của Pháp (Governess of the Children of France). Tình cảm và thông minh, nữ gia sư đã tập hợp một bộ sưu tập sách đáng kể nhằm trang bị cho thái tử một nền tảng vững chắc về tôn giáo, triết học và các vấn đề quân sự.

## Quyền thừa kế
Là con trai hợp pháp duy nhất của Hoàng đế Napoléon I, theo hiến pháp, ông đã là Hoàng tử Hoàng gia và là người hiển nhiên thừa kế ngai vàng của Đế chế, nhưng Hoàng đế cũng phong cho con trai mình tước hiệu Vua của Rome. Ba năm sau, Đệ Nhất Đế chế Pháp sụp đổ. Napoléon I gặp người vợ thứ hai và con trai của họ lần cuối vào ngày 24 tháng 1 năm 1814. Vào ngày 4 tháng 4 năm 1814, ông thoái vị để nhường ngôi cho đứa con trai ba tuổi của mình sau Chiến dịch Sáu ngày và Trận Paris (1814). Đứa trẻ trở thành Hoàng đế của Pháp dưới đế hiệu là Napoléon II. Tuy nhiên, vào ngày 6 tháng 4 năm 1814, Napoléon I thoái vị hoàn toàn và từ bỏ không chỉ các quyền của mình đối với ngai vàng nước Pháp mà còn cả quyền của con cháu ông. Hiệp ước Fontainebleau năm 1814 trao cho đứa trẻ quyền sử dụng tước hiệu Công tử xứ Parma, Piacenza và Guastalla, và mẹ của cậu được phong là Nữ công tước xứ Parma, Piacenza và Guastalla.

## Người thừa kế Công quốc Parma (1814)
Sau Chiến dịch Pháp và việc chiếm được Paris, Marie Louise và con trai bà cư trú ở Rambouillet, sau đó ở Blois và Hoàng đế Napoléon thì đang ở Fontainebleau.
Vào ngày 4 tháng 4 năm 1814, Napoléon đã ký một đạo luật thoái vị có điều kiện để bảo vệ quyền kế thừa ngai vàng cho con trai mình. Vào ngày 6 tháng 4 năm 1814, Napoléon cuối cùng đã phải từ bỏ mọi quyền kế vị ngai vàng Pháp của Vương tộc Bonaparte, Thượng viện từ chối duy trì chế độ đế quốc để ủng hộ việc khôi phục Nhà Bourbon. Do đó, Hoàng tử Napoléon trẻ tuổi đã không trở thành hoàng đế vào tháng 4 năm 1814, giữa thời điểm thoái vị có điều kiện vào ngày 4 tháng 4 năm 1814 và thoái vị vô điều kiện vào ngày 6 tháng 4 năm 1814. Cựu hoàng Napoléon từ biệt quân đội của mình vào ngày 20 tháng 4 năm 1814 tại Fontainebleau và lên đường đến đảo Elba. Ông đã từ chối cho vợ và con trai đi lưu đầy cùng mình. Một đoàn xe chở Marie-Louise và con trai bà tới Viên khởi hành vào ngày 23 tháng 4 năm 1814.
Theo Hiệp ước Fontainebleau ngày 11 tháng 4 năm 1814 (điều 5), Hoàng tử Napoléon trẻ tuổi được phong là Công tử xứ Parma, là con trai và người thừa kế của Nữ công tước xứ Parma và Piacenza có chủ quyền mới. Tuy nhiên, hiệp ước ngày 10 tháng 6 năm 1817 đã dứt khoát tước bỏ cả tước hiệu công tử và các quyền thừa kế của con trai Marie-Louise đối với Parma vốn đã bị điều 99 của đạo luật của Đại hội Viên, ngày 9 tháng 6. Vào tháng 6 năm 1815 Công quốc Parma được giao lại cho Nhà Bourbon-Parma, người sẽ kế vị nữ công tước.
Marie Louise cuối cùng đã để lại con trai mình ở Viên để đi đến trị vì Parma suốt đời. Một số người cho rằng con trai bà là một đứa con hoang hoàng gia với lý do cuộc hôn nhân của Josephine với Napoléon không được chính Giáo hoàng công nhận là vô hiệu (chưa cho phép 2 người ly hôn, vì thế những cuộc hôn nhân tiếp theo của Hoàng đế Napoleon là quy phạm).

## Hoàng đế Pháp
Vào ngày 29 tháng 3 năm 1814, Marie Louise, cùng với đoàn tùy tùng, rời Cung điện Tuileries cùng con trai. Điểm dừng chân đầu tiên của họ là Château de Rambouillet; sau đó, lo sợ quân địch đang tiến tới, họ tiếp tục tiến đến Château de Blois. Vào ngày 13 tháng 4, khi đoàn tùy tùng giảm đi nhiều, Marie Louise và đứa con trai ba tuổi của cô trở lại Rambouillet, nơi họ gặp cha cô là Hoàng đế Francis I của Áo và Hoàng đế Alexander I của Nga. Vào ngày 23 tháng 4, được hộ tống bởi một trung đoàn Áo, hai mẹ con rời Rambouillet và Pháp mãi mãi để đến lưu vong ở Đế quốc Áo.
Năm 1815, sau khi phục hoàng trong Triều đại 100 này và thất bại tại Trận Waterloo, Hoàng đế Napoléon I thoái vị lần thứ hai để nhường ngôi cho cậu con trai bốn tuổi mà ông chưa gặp lại kể từ khi bị đày đến Đảo Elba. Một ngày sau khi Napoléon thoái vị, một Ủy ban Chính phủ gồm 5 thành viên nắm quyền cai trị nước Pháp,  chờ đợi sự trở lại của Vua Louis XVIII của Vương tộc Bourbon, người đang ở Le Cateau-Cambrésis. Ủy ban nắm quyền trong hai tuần, nhưng chưa bao giờ chính thức triệu tập Napoléon II lên làm Hoàng đế hoặc bổ nhiệm một nhiếp chính vương. Việc quân Đồng minh tiến vào Paris vào ngày 7 tháng 7 đã nhanh chóng chấm dứt mong muốn của những người ủng hộ ông. Napoléon II đang cư trú tại Áo với mẹ.
Vương tộc Bonaparte phục hoàng ngai vàng nước Pháp vào năm 1852 sẽ là Louis-Napoléon, con trai của Louis I, Vua Hollan, em trai của Hoàng đế Napoleon I. Ông lấy đế hiệu là Napoléon III.

## Cuộc sống ở Áo

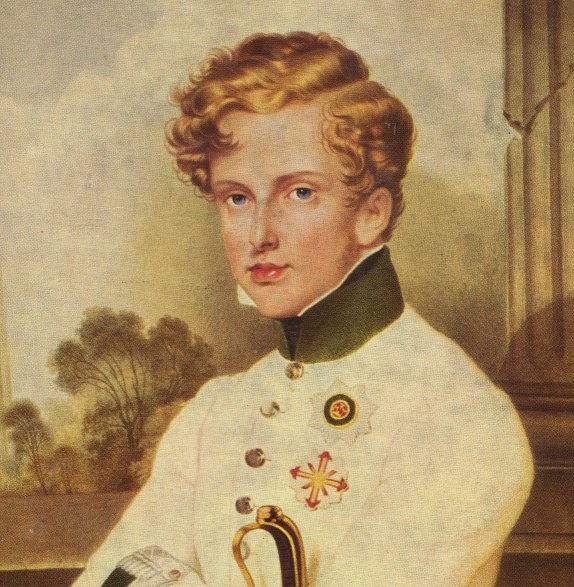
Được vẽ bởi Moritz Daffinger

Từ mùa xuân năm 1814 trở đi, Napoléon sống ở Đế quốc Áo và được biết đến với cái tên "Franz", một từ cùng gốc trong tiếng Đức với tên thứ hai của ông, François. Năm 1818, ông được ông ngoại là Hoàng đế Francis phong tước hiệu Công tước xứ Reichstadt. Ông được đội ngũ gia sư quân sự giáo dục và phát triển niềm đam mê binh nghiệp, mặc bộ quân phục thu nhỏ giống như của cha mình và thực hiện các thao tác trong cung điện. Vào năm 8 tuổi, các gia sư đã cho ông thấy rõ rằng ông đã chọn nghề nghiệp của mình.
Đến năm 1820, Napoléon đã hoàn thành chương trình tiểu học và bắt đầu huấn luyện quân sự, học tiếng Đức, tiếng Ý và toán học cũng như được rèn luyện thể chất nâng cao. Sự nghiệp quân sự chính thức của ông bắt đầu ở tuổi 12, vào năm 1823, khi ông được phong làm thiếu sinh quân trong Quân đội Áo. Lời kể từ các gia sư của ông mô tả Napoléon là người thông minh, nghiêm túc và tập trung. Ngoài ra, ông ấy còn là một thanh niên rất cao: Napoleon đã cao tới gần 6 ft 0 in (1,83 m) vào năm 17 tuổi.
Năm 1822, Bốn trung sĩ của La Rochelle bị xử tử vì cố gắng đưa Napoléon II trở lại ngai vàng, mặc dù không rõ họ đã phạm tội theo chủ nghĩa Bonapartist ở mức độ nào. Không có bằng chứng nào cho thấy Napoléon II tán thành cuộc nổi dậy.
Sự nghiệp quân sự mới chớm nở của ông đã gây ra một số mối quan tâm và sự mê hoặc đối với các chế độ quân chủ ở Châu Âu và các nhà lãnh đạo Pháp về khả năng ông trở lại Pháp. Tuy nhiên, ông không được phép đóng vai trò chính trị nào mà thay vào đó được Thủ tướng Áo Klemens von Metternich sử dụng để thương lượng với Pháp nhằm giành lợi thế cho Đế chế Áo. Lo sợ bất kỳ ai trong gia đình Bonaparte sẽ giành lại quyền lực chính trị, Metternich thậm chí còn từ chối yêu cầu Franz chuyển đến nơi có khí hậu ấm áp hơn ở Bán đảo Ý. Ông lại nhận được một lời từ chối khác khi ông nội từ chối cho phép ông gia nhập quân đội đến Ý để dẹp loạn.
Sau cái chết của cha dượng, Adam Albert von Neipperg, và tiết lộ rằng mẹ ông đã sinh ra hai đứa con ngoài giá thú cho Neipperg trước khi họ kết hôn, Franz ngày càng xa cách mẹ và cảm thấy rằng gia đình người Áo đang giữ mình lại để tránh tranh gây cãi chính trị. Ông nói với bạn mình, Anton von Prokesch-Osten, "Nếu Joséphine là mẹ tôi thì cha tôi đã không được chôn cất tại Saint Helena, và tôi cũng không nên có mặt ở Viên. Mẹ tôi hiền lành nhưng yếu đuối; cô ấy không phải là người vợ mà cha tôi xứng đáng có được".

## Cái chết

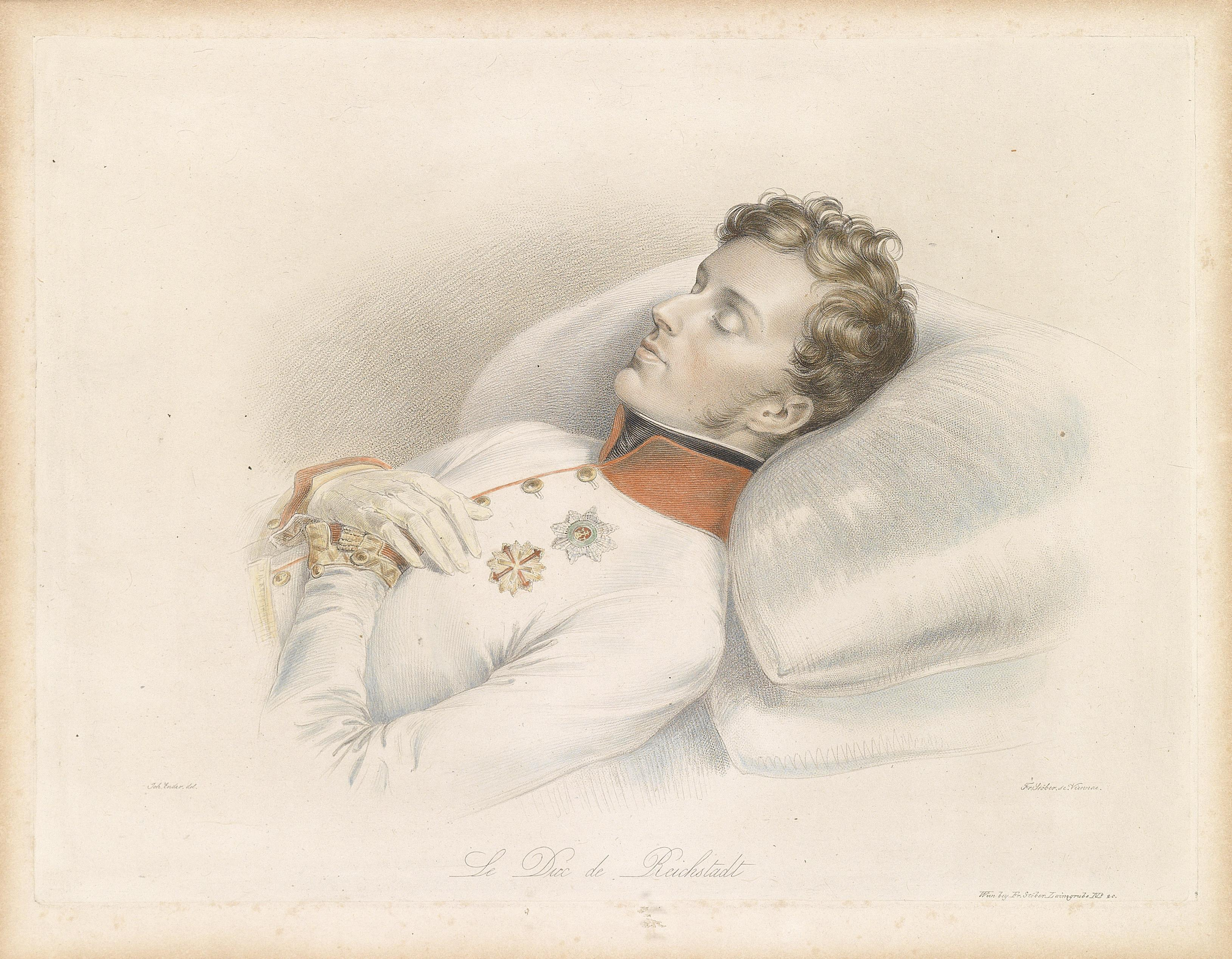
Chân dung người chết, được vẽ bởi Franz Xaver Stöber

Năm 1831, Franz được giao quyền chỉ huy một tiểu đoàn Áo, nhưng ông chưa bao giờ có cơ hội phục vụ với bất kỳ tư cách có ý nghĩa nào. Năm 1832, ông bị viêm phổi và phải nằm liệt giường vài tháng. Sức khỏe yếu kém của ông cuối cùng đã ập đến và vào ngày 22 tháng 7 năm 1832, Franz qua đời vì bệnh lao tại Dinh Schönbrunn ở Viên. Ông không có con; do đó, tuyên bố của Napoléon về ngai vàng nước Pháp được chuyển cho chú của ông là Joseph Bonaparte và sau đó là em họ của ông, Louis-Napoléon Bonaparte, người sau này đã thành lập và trị vì Đệ Nhị Đế chế Pháp, với đế hiệu là Napoléon III.

### Việc xử lý hài cốt của ông

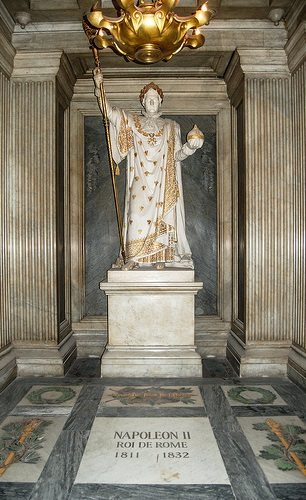
Lăng mộ của Napoléon II tại Điện Invalides, Paris

Vào ngày 15 tháng 12 năm 1940, Adolf Hitler ra lệnh chuyển hài cốt của Napoléon II từ Viên đến mái vòm của Điện Invalides ở Paris. Hài cốt của Napoléon I đã được đưa về Pháp vào tháng 12 năm 1840, vào thời điểm Chế độ quân chủ tháng Bảy. Vào tháng 12 năm 1969, hài cốt của Napoléon II được chuyển xuống hầm mộ của Napoléon.
Trong khi phần lớn hài cốt của ông được chuyển đến Paris vào năm 1940, trái tim và ruột của ông vẫn ở Viên, nơi chôn cất truyền thống của các thành viên trong Vương tộc Habsburg. Trái tim của ông ở Urn 42 của Herzgruft ('Heart Crypt'), và nội tạng của ông ở Urn 76 của Ducal Crypt.

## Di sản
- Năm 1900, Edmond Rostand viết vở kịch L'Aiglon về cuộc đời ông.
- Nhà soạn nhạc người Serbia là Petar Stojanović đã sáng tác vở operetta Napoleon II: Herzog von Reichstadt, được công chiếu lần đầu tại Vienna vào những năm 1920.
- Victor Tourjansky đã đạo diễn một bộ phim nói tiếng Pháp có tựa đề L'Aiglon vào năm 1931, đồng thời ông cũng đạo diễn một phiên bản tiếng Đức riêng biệt.
- Arthur Honegger và Jacques Ibert hợp tác trong vở opera L'Aiglon, công chiếu năm 1937.
- Nhà báo Henri Rochefort nói đùa rằng Napoléon II, chưa bao giờ thực sự cai trị, là nhà lãnh đạo giỏi nhất của Pháp, vì ông không gây ra chiến tranh, thuế má hay chế độ chuyên chế.[12]

Ông được chú ý nhờ tình bạn với Công chúa Sophie của Bayern thuộc Vương tộc Wittelsbach. Thông minh, đầy tham vọng và có ý chí mạnh mẽ, Sophie có rất ít điểm chung với chồng là Đại công tước Franz Karl của Áo, em trai của mẹ Napoléon II, Hoàng hậu Marie Louise. Có tin đồn về mối tình giữa Sophie và Napoléon II, cũng như khả năng con trai thứ hai của Sophie là Maximiliano I của México, sinh năm 1832, là kết quả của cuộc tình này.

## Vinh danh
- Austrian Empire: Hiệp sĩ Thập tự lớn của Huân chương Thánh Stephen, 1811[14]
- Đệ Nhất Đế chế Pháp: Đại bàng lớn của Bắc Đẩu Bội tinh
- Vương quốc Italy: Hiệp sĩ của Huân chương Vương miện Sắt, hạng nhất
- Công quốc Parma: Hiệp sĩ Thấp tự lớn của Huân chương quân sự thiêng liêng Constantinian của Saint George

### Huy hiệu

Vua của Rome (1811 – 14)
Hoàng đế Pháp (titular ruler)
Công tước xứ Reichstadt[15] (1818 – 32)